# Simning vid olympiska sommarspelen 1904
Simningen vid olympiska sommarspelen 1904 i Saint Louis bestod av nio grenar och hölls mellan den 4 och 6 september 1904 i Forest Park. Antalet deltagare var 32 tävlande från 4 länder.
Detta var enda gången i den olympiska historien som distanserna i simtävlingarna mättes i yard istället för meter.

## Medaljfördelning
| Pl. | Nation    | Guld | Silver | Brons | Totalt |
| --- | --------- | ---- | ------ | ----- | ------ |
| 1   | Tyskland  | 4    | 2      | 2     | 8      |
| 2   | USA       | 3    | 6      | 5     | 14     |
| 3   | Ungern    | 2    | 1      | 1     | 4      |
| 4   | Österrike | 0    | 0      | 1     | 1      |

## Medaljörer
| Gren                           | Guld                                                                              | Silver                                                                                  | Brons                                                                                    |
| 50 yard frisim Detaljer...     | Zoltán Halmay Ungern                                                              | Scott Leary USA                                                                         | Charles Daniels USA                                                                      |
| 100 yard frisim Detaljer...    | Zoltán Halmay Ungern                                                              | Charles Daniels USA                                                                     | Scott Leary USA                                                                          |
| 220 yard frisim Detaljer...    | Charles Daniels USA                                                               | Francis Gailey USA                                                                      | Emil Rausch Tyskland                                                                     |
| 440 yard frisim Detaljer...    | Charles Daniels USA                                                               | Francis Gailey USA                                                                      | Otto Wahle Österrike                                                                     |
| 880 yard frisim Detaljer...    | Emil Rausch Tyskland                                                              | Francis Gailey USA                                                                      | Géza Kiss Ungern                                                                         |
| 1 mile frisim Detaljer...      | Emil Rausch Tyskland                                                              | Géza Kiss Ungern                                                                        | Francis Gailey USA                                                                       |
| 100 yard ryggsim Detaljer...   | Walter Brack Tyskland                                                             | Georg Hoffmann Tyskland                                                                 | Georg Zacharias Tyskland                                                                 |
| 440 yard bröstsim Detaljer...  | Georg Zacharias Tyskland                                                          | Walter Brack Tyskland                                                                   | Henry Jamison Handy USA                                                                  |
| 4 × 50 yard frisim Detaljer... | USA New York Athletic Club Joseph Ruddy Leo Goodwin Louis Handley Charles Daniels | USA Chicago Athletic Association David Hammond William Tuttle Hugo Goetz Raymond Thorne | USA Missouri Athletic Club Amedee Reyburn Gwynne Evans Marquard Schwarz William Orthwein |

## Deltagande nationer
Totalt deltog 32 simmare från 4 länder vid de olympiska spelen 1904 i Saint Louis.
| - Tyskland (4) - Ungern (2) - USA (25) - Österrike (1) |